# Real Club Celta Baloncesto
El Real Club Celta Zorka es un club de baloncesto femenino de la ciudad de Vigo (Pontevedra) España. Fundado en el verano de 1996. Su historia se inicia con la adquisición de la plaza perteneciente al Juventud Astur (Aucalsa) de Oviedo. José Manuel Gómez Carballo, último presidente del ciclo masculino del Club Deportivo Bosco, volvió a apostar por esta entidad cestista para mantener a Vigo en la élite del básquet femenino.
Actualmente milita en la primera división de la Liga española de baloncesto femenino.

## Palmarés
- Liga (5)
  - Campeón : 1976-77,[2] 1978-79, 1981-82, 1998-99, 1999-2000.
  - Subcampeón: 1973-74, 1977-78, 1979-80, 1980-81, 1983-84, 1997-98,
- Copa de la Reina (4)
  - Campeón: 1980-81, 1981-82, 1983-84, 2000-2001.
  - Subcampeón: 1977-78, 1978-79, 1979-80, 1982-83, 1996-97.
- Copa Galicia (12)
  - Campeón: 1996, 1997, 1998, 1999, 2001, 2002, 2003, 2005, 2007, 2008, 2009, 2011.

## Historia

### Sus comienzos
La solvencia del proyecto presentado por el presidente y su equipo de trabajo dio como resultado que la Federación Española de Baloncesto ofreciese al club la vacante europea dejada por el C.B. Vigo (Copa Liliana Ronchetti), oferta finalmente declinada por la premura de tiempo. Así mismo, se logró en escasas fechas la consecución de un patrocinador sólido, el Banco Simeón, perteneciente a la firma matriz portuguesa, el Grupo Caixa Xeral de Depósitos.
Tras los primeros pasos a nivel despachos, los logros deportivos no se han hecho esperar. Ese mismo verano, el equipo vigués se adjudicó el primer título a nivel oficial de la temporada 96/97, la IV Copa Galicia, al derrotar en la final al Mejillón de Galicia arosano por 60-42. Con anterioridad el equipo apeó al Pabellón de Ourense (Primera B) por 85-31, en cuartos de final, y al Fonxesta Lugo (Liga femenina) en semifinales por 55-54. La victoria supuso proclamarse campeones autonómicos de 1996, es decir, el mejor equipo de Galicia. El hecho fue histórico en tanto en cuanto en las anteriores ediciones de la Copa Galicia no se contemplaba la presencia de los equipos de élite ni tampoco de Primera B, reservándose para clubes de Segunda División.

### Temporada 1996-97
El primer éxito de relieve llegó en septiembre de 1996, con la conquista de la IV Copa Galicia, el primer título oficial. En diciembre de ese año y tomando el relevo del desaparecido Xuncas de Lugo que disputó la final en 1989, y por vez primera en los años noventa, un equipo gallego accedía a la Final de la Copa de la Reina. Celta Banco Simeón conseguía ser subcampeón, tras perder ante el Pool Getafe, y habiendo eliminado a Universitari de Barcelona y Halcón Viajes. De este modo, el club vigués se hizo acreedor de una plaza para las competiciones europeas de la temporada 97-98, que anualmente organiza la Federación Internacional de Baloncesto (FIBA).
Por vez primera en los años noventa, Galicia lograba llevar a un equipo a la final del Campeonato de España Senior Femenino de baloncesto. A nivel local hacía doce años que un equipo vigués no disputaba esta final nacional. Ocurrió en 1.984, con el desaparecido Celta Citroën.

### Temporada 1997-98
En la temporada 97-98, el club vigués tuvo que renunciar a la Copa Ronchetti por falta de apoyo económico. En la competición de Liga, el equipo llegó al play off final donde cayó ante el Pool Getafe, en el tercer partido y definitivo de la final, disputado en tierras madrileñas. El equipo era subcampeón de España, es obvio que el salto de calidad a nivel de resultados se había conseguido.

### Temporada 1998-99
En la temporada 98-99 el Celta Banco Simeón alcanzó su mayor cota de popularidad al conseguir su primer título de Liga. En semifinales, las viguesas, con factor cancha en contra, eliminaron en tres partidos al Sandra Gran Canaria. La final ante el Halcón Viajes no tuvo color y en dos partidos las viguesas consiguieron ante su público, en un abarrotado pabellón del Berbés, el primer título de Liga.

### Temporada 1999-00
La temporada comenzó muy irregular. En la Liga, el equipo no conseguía hacer un buen papel y en Europa, los resultados y la imagen del combinado celeste no eran las mejores. En la Copa de la Reina, el equipo caía en semifinales ante el Sandra Gran Canaria, y semanas más tarde, tras la derrota ante el Universitari, la entrenadora, Anna Junyer, era destituida. 
El entrenador vigués Miguel Méndez, inédito hasta esos momentos en el baloncesto femenino de élite, se hace cargo del equipo en el mes de febrero, y en un excelente recorrido final de campeonato, accedía a la eliminatoria por el título. En semifinales derrotaban en dos partidos al Ensino Yaya María de Lugo, clasificándose para la gran final con el Sandra Gran Canaria. 
El primer partido de la final se jugó en Vigo, y las célticas perdían el primer asalto. Los dos partidos siguientes se disputarían en Las Palmas de Gran Canaria, y en una hazaña histórica, tras dos triunfos consecutivos, llega el segundo título de Liga.

### Temporada 2000-01
La temporada 00-01 está protagonizada por dos sucesos de vital importancia que dejaron marcado al club. Por un lado, en el mes de enero se consigue en Las Palmas de Gran Canaria el título de Copa después de derrotar en la final al Halcón Viajes de Salamanca. Dos meses más tarde fallecían en accidente de circulación el presidente y vicepresidente del club, José Manuel Gómez Carballo y Camilo Pérez. Este último episodio dejó al equipo muy tocado, que perdió las semifinales por el título de Liga ante el Universidad de Barcelona.
Los años siguientes fueron de transición, las dificultades económicas obligaron a componen unas plantillas muy justa en donde a pesar de todo, siempre se jugó la fase final de la Copa de la Reina y el play off final por el título de Liga. Barcelona y Ros Casares Valencia fueron siempre los muros con los que se encontraron las viguesas para llegar más lejos.

### Temporada 2001-02
El compromiso de las jugadoras nacionales para con el club, tradicional en la historia de éste en las diferentes generaciones que pasaron por él, hizo que prácticamente la plantilla del año anterior se mantuviera en Vigo. Significaba una muestra de agradecimiento hacia el club en unos momentos tan duros como los que estaban viviendo. 
Inicialmente con sólo Raza Brcaninovic como jugadora extranjera, el equipo se mantuvo en la parte alta de la clasificación, llegando a la eliminatoria semifinal donde fue derrotado por Ros Casares en el partido de desempate. En la Copa 2002 celebrada en Salamanca, también Ros Casares elimina al equipo vigués, quedando en el recuerdo la pelea entre Raza Brcaninovic y la americana Murriel Page. Durante la segunda vuelta, reforzó el equipo la jugadora rusa Elena Koudachova, histórica por su trayectoria en el baloncesto europeo, pero cuyo paso por la ciudad apenas dejó huella.

### Temporada 2002-03
El verano de 2002 significaba el inicio de un nuevo ciclo. La marcha de jugadoras emblemáticas en la historia reciente del club como Laura Grande, Pilar Valero y Mar Xantal provocaba una renovación casi integral de la plantilla. El club apuesta por la llegada de jóvenes emergentes como Cristina Cantero y María Revuelto, y el aumento presupuestario de los rivales en la competición hace que los objetivos deportivos no sean tan ambiciosos. El equipo se instala en la zona cómoda de la tabla, destacando el rendimiento de la pívot croata Sonia Kireta, constituyendo su contratación un nuevo acierto para la entidad celtista.

### Temporada 2003-04
Pese a que sus problemas físicos la lastraron durante la segunda vuelta, la llegada de la checa Lucie Blahuskova significó un hito importante para el club. Llegaba a Vigo la MVP del Europeo de Grecia 2004, y pese a las dificultades de su contratación, los asiduos de As Travesas pudieron disfrutar de una jugadora especial, de altísima calidad deportiva y humana. Su nivel de entendimiento con la croata Emilia Podrug y el excelente rendimiento de la plantilla nacional permitió al equipo acabar en quinta posición y acceder a la lucha por el título. El rival de primera ronda, el Barcelona, eliminó al equipo con un claro 2-0. En la Copa de la Reina, la bestia negra, el Ros Casares, se volvía a cruzar en el camino y eliminaba al Celta en cuartos. 
Como apunte para la historia del club, quedaba el debut el 13/03/2004, con 15 años de una viguesa llamada a ser referente inmediato en el baloncesto femenino español: Tamara Abalde. 
En verano de 2004, Banco Simeón se despide tras siete años de apoyo al equipo y llega el grupo inmobiliario Vigourbán, que firma un convenio de tres años llegando la tranquilidad al club. Además, Caixanova se compromete con las categorías inferiores, con lo que se comienza a vivir una etapa de tranquilidad.

### Temporada 2004-05
Fin al patrocinio de Banco Simeón y aparición de Vigourbán como patrocinador del equipo y de Caixanova en las categorías inferiores. Era una temporada donde ya no se sentaría en el banquillo local el vigués Miguel Méndez por decisión propia, siendo relevado por Carlos Iglesias. Adiós también a Noemí Jordana. 
La historia más reciente del Real Club Celta, tras una etapa de títulos y alegrías, llega con la firma como patrocinador del equipo de la empresa inmobiliaria Vigourbán. El club apuesta por una renovación integral, y llegan muchas jugadoras nuevas con una especial atención a la juventud. También llega la experiencia con Cristina Cantero, Leila de Souza, y la alegría de Gema García. La pareja de brasileñas De Souza y Ega Garvao (que sustituyó a mitad de temporada a Natasha Ivancevic) y el buen rendimiento de Cantero fueron notas a añadir al brillo dejado por uno de los grandes descubrimientos de la temporada: la griega Evanthia Maltsi.
El equipo acaba en quinta posición y accede a la lucha por el título. El rival de primera ronda, el UB FC Barcelona, a la postre, campeón de Liga, no da opción a la especulación y elimina al Celta con un claro 2-0. En lo que a la Copa de la Reina se refiere, la bestia negra, el Ros Casares, se vuelve a cruzar en el camino y elimina al equipo vigués en cuartos de final.

### Temporada 2005-06
La temporada 2005-06 fue de las peores en la historia del club. Comenzaron bien las cosas ganando la Copa Galicia, pero en la Liga las cosas iban de mal en peor. Las victorias no llegaban, y se finalizaba el año 2005 cuestionando a Carlos Iglesias. 2006 comenzaba de igual manera pese a la llegada de refuerzos como Zampella y Pettis y por primera vez el club no accedía a disputar la fase final de la Copa de la Reina. 
A principios de marzo, con cinco jornadas para finalizar, Carlos Iglesias era relevado por Miguel Méndez, que ocupaba la dirección técnica. Tras dos dramáticas victorias ante Ferrol y Mann Filter Zaragoza la liga se resuelve en la última jornada, en la que pese a perder, los resultados de los demás rivales permite a las viguesas salvar la categoría in extremis.

### Temporada 2006-07
Tras los apuros de la temporada anterior, todo apuntaba a un impulso para evitar semejantes apreturas. Pero nada más lejos de la realidad. El pésimo rendimiento de las jugadoras extranjeras, salvo contadas excepciones de Cintia Dos Santos, arrastró a un equipo muy joven a navegar en un mar de dudas donde el buen juego que esporádicamente se veía no se refrendaba con la tranquilidad que dan las victorias. 
Pese a la explosión de Alba Torrens en la Liga Femenina, y una, a priori, decisiva victoria sobre Estudiantes en As Travesas, el destino quiso que la salvación del histórico club vigués pasara por una victoria ante Puig Den Valls en Ibiza, que a su vez optaba a la eliminatoria por el título. Carácter, ilusión y sobre todo, mucho compromiso provocaron que el Celta Vigourbán se agarrara a la Liga Femenina tras vencer 54-60 en la isla mallorquina, empujando al drama del descenso a Estudiantes y Ensino de Lugo.

### Temporada 2007-08
La temporada 2007-08, última bajo el patrocinio de Vigourbán, se presenta con una notable remodelación de la plantilla, entre las bajas que se producen están la de la canterana Tamara Abalde, que se fue a jugar la Liga universitaria de baloncesto de Estados Unidos (NCAA); y la retirada de la capitana céltica, Cristina Cantero. Sólo cuatro jugadoras continuaron en el equipo: María José “Choche” Alonso, Gema García, Maja Erkic y Alba Torréns. En la parte de Altas destacan el regreso a la disciplina céltica de las veteranas Pilar Valero y Razza Mujanovic, así como el fichaje de jóvenes promesas del baloncesto femenino: Laura Nicholls, Maja Miljkovic, la gallega Mónica Jorge y Dragana Svitlica. 
Una plantilla joven, pensada para mantener al equipo en la élite del baloncesto femenino, que sin embargo, tras una muy buena temporada, con momentos de juego de gran brillantez, consigue clasificarse, después de tres años, para la fase final de la Copa de la Reina, donde quedan eliminadas en cuartos de final de la eliminatoria. En competición regular, el equipo acaba la liga en la sexta posición, clasificándose para el play-off por un puesto en la EuroCup que, a la postre, perderían contra el Extrugasa de Villagarcía de Arosa. 
La buenísima temporada del equipo vigués se refrendó con la inclusión en la selección nacional absoluta para los Juegos Olímpicos de Beijing, con tan sólo 19 años, de dos jóvenes promesas célticas: Alba Torréns y Laura Nicholls.

### Temporada 2008-09
En verano de 2008, con el fin del patrocinio de Vigourbán, la incertidumbre sobre el futuro del club fue una constante, sin embargo, el incansable trabajo de la directiva del club vigués tuvo sus frutos con tres nuevos patrocinadores (Indepo, Viaxes Sant Yago y Plexus) que hacían posible la viabilidad del equipo.
En el plano deportivo, la temporada 08/09 se presenta muy ambiciosa para el Celta Indepo, pues aun teniendo el presupuesto más bajo de la Liga Femenina los objetivos del equipo son la clasificación para la Copa de la Reina y la consecución de un puesto en competición europea para la siguiente temporada.
La plantilla de esta temporada mantiene la columna vertebral del equipo, siguen en las filas célticas seis jugadoras entre las que destaca la continuidad de Alba Torréns, que rechazó varias ofertas superiores económicamente para continuar, al menos, un año más vistiendo de celeste. Sólo hubo cuatro incorporaciones: Agne Ciudariene, Blanca Marcos, y las debutantes en el baloncesto español, Iva Sliskovic y Milica Beljanski.

### Temporada 2009-10
Buena temporada del equipo, que logra el sexto puesto en liga. No se clasificó para la Copa de la Reina, por ser esta reducida a un torneo de cuatro, pero ganaron un nuevo título de la Copa Galicia.
Este año las nuevas incorporaciones fueron: Marina Delgado (Nacex Jovent), Noemí Jordana (Olesa), Sara Gómez (Extrugasa), Maria Pina (Feve San José), Olha Maznichenko (Tim-Scuf) y Egle Sucliute (Faenza).
Con las bajas de: Alba Torrens (Perfumerías Avenida), Laura Nicholls (Hondarribia), Maja Miljkovic (Sopron), Agne Ciudariene (Mann Filter) y Gema García (Canoe). Pilar Valero, Blanca Marcos, Dragana Svitlika, Iva Sliskovic continuaron en el equipo.
Actualmente el club se denomina Celta Zorka, tras la llegada de la firma viguesa Zorka en diciembre de 2015. En marzo de 2016 falleció su presidente desde 2001, Paco Araújo Los equipajes de juego, así como los chandals, han sido totalmente modificados también. La equipación del Celta de fútbol ha pasado a ser patrocinado por la famosa marca Adidas, con lo cual, el equipaje de baloncesto también.
En el año 2023, consiguió el ascenso a Liga Femenina (denominada Liga Femenina Endesa por motivos de patrocinio), tras haber terminado 4.º en la temporada en Liga Femenina Challenge y conseguir la victoria en los playoffs de ascenso, que le dieron lugar a la segunda plaza de ascenso a máxima categoría nacional.

## Trayectoria
| Temporada | Nivel | División        | Pos. | G–P   | Postemporada                        | Copa de la Reina | Copa Galicia  |
| --------- | ----- | --------------- | ---- | ----- | ----------------------------------- | ---------------- | ------------- |
| 1996–97   | 1     | Liga Femenina   | 6º   | 13–9  |                                     | Subcampeón       | Campeón       |
| 1997–98   | 1     | Liga Femenina   | 2º   | 18–4  | Sucampeón                           | Semifinalista    | Campeón       |
| 1998–99   | 1     | Liga Femenina   | 3º   | 21–5  | Campeón                             | Cuartos de final | Campeón       |
| 1999–00   | 1     | Liga Femenina   | 2º   | 21–5  | Campeón                             | Semifinalista    | Campeón       |
| 2000–01   | 1     | Liga Femenina   | 3º   | 20–6  | Semifinalista                       | Campeón          | Campeón       |
| 2001–02   | 1     | Liga Femenina   | 3º   | 19–7  | Semifinalista                       | Semifinalista    | Campeón       |
| 2002–03   | 1     | Liga Femenina   | 8º   | 12–14 |                                     | Semifinalista    | Campeón       |
| 2003–04   | 1     | Liga Femenina   | 4º   | 15–11 |                                     | Cuartos de final | Campeón       |
| 2004–05   | 1     | Liga Femenina   | 5º   | 15–11 |                                     | Cuartos de final |               |
| 2005–06   | 1     | Liga Femenina   | 12º  | 7–19  |                                     |                  | Campeón       |
| 2006–07   | 1     | Liga Femenina   | 12º  | 8–18  |                                     |                  |               |
| 2007–08   | 1     | Liga Femenina   | 6º   | 14–12 |                                     | Cuartos de final | Campeón       |
| 2008–09   | 1     | Liga Femenina   | 9º   | 11–15 |                                     | Semifinalista    | Campeón       |
| 2009–10   | 1     | Liga Femenina   | 6º   | 13–13 |                                     |                  | Campeón       |
| 2010–11   | 1     | Liga Femenina   | 11º  | 9–17  |                                     |                  |               |
| 2011–12   | 1     | Liga Femenina   | 11º  | 8–18  | Descenso (renuncia)                 |                  | Campeón       |
| 2012–13   | 2     | Liga Femenina 2 | 5º   | 10–10 |                                     |                  |               |
| 2013–14   | 2     | Liga Femenina 2 | 5º   | 11–11 |                                     |                  |               |
| 2014–15   | 2     | Liga Femenina 2 | 6º   | 13–9  |                                     |                  |               |
| 2015–16   | 2     | Liga Femenina 2 | 9º   | 12–14 |                                     |                  |               |
| 2016–17   | 2     | Liga Femenina 2 | 8º   | 12–14 |                                     |                  |               |
| 2017–18   | 2     | Liga Femenina 2 | 1º   | 21–5  | Final por el ascenso                |                  |               |
| 2018–19   | 2     | Liga Femenina 2 | 1º   | 24–2  | Final por el ascenso                |                  |               |
| 2019–20   | 2     | Liga Femenina 2 | 7º   | 12–9  |                                     |                  | Subampeón     |
| 2020–21   | 2     | Liga Femenina 2 | 3º   | 20–6  | Fase de grupos (final ascenso)      |                  |               |
| 2021–22   | 2     | LF Challenge    | 8º   | 16–14 | Cuartos de final (playoffs ascenso) |                  | Semifinalista |
| 2022–23   | 2     | LF Challenge    | 4º   | 21–9  | Ascenso                             |                  |               |
| 2023–24   | 1     | Liga Femenina   | 14º  | 10–20 |                                     |                  |               |
| 2024–25   | 1     | Liga Femenina   | 15º  | 9–21  | Descenso                            |                  | Semifinalista |